# Cristiano Felício
Cristiano Silva Felício, né le 7 juillet 1992 à Pouso Alegre au Brésil, est un joueur brésilien de basket-ball. Il évolue au poste de pivot.

## Biographie
Après avoir commencé sa carrière professionnelle au Brésil au Minas Tênis Clube entre 2009 et 2012, Felício part à Sacramento, Californie où il rejoint la CCSE Prep Academy en 2012-2013 avant de tenter sa chance en NCAA et rejoindre l'université de l'Oregon en 2013-2014. Toutefois, il est jugé inadmissible et retourne au Brésil où il joue deux saisons supplémentaires pour le Clube de Regatas do Flamengo (en), avec lequel il remporte la FIBA Americas League 2014 et la FIBA Intercontinental Cup 2014.

### Bulls de Chicago (2015-2021)
Après avoir disputé la NBA Summer League 2015 avec les Bulls de Chicago, Felício signe avec l'équipe le 12 juillet 2015. Le 31 décembre, en utilisant la règle d'affectation en D-League, il est envoyé chez le Charge de Canton, l'équipe de D-League affiliée aux Cavaliers de Cleveland. Le 13 janvier 2016, il est rappelé dans l'effectif des Bulls mais il est renvoyé à Canton le 15 janvier puis rappelé de nouveau le 16 janvier chez les Bulls.
Le 17 mars, il marque 6 points et prend 10 rebonds, son record de la saison lors de la victoire 118 à 102 contre les Nets de Brooklyn. Deux jours plus tard, il est titularisé pour la première fois de sa carrière, remplaçant Pau Gasol, blessé, lors de la victoire des Bulls 92 à 85 contre le Jazz de l'Utah. Le 9 avril, il réalise son meilleur match de la saison dans la victoire des Bulls 105 à 102 contre les Cavaliers de Cleveland. Felício termine à 7 sur 7 aux tirs, marquant seize points, prenant cinq rebonds, contrant deux tirs et distribuant une passe décisive en 23 minutes. Deux jours plus tard, il marque seize points pour la deuxième match de suite, aidant les Bulls à battre les Pelicans de La Nouvelle-Orléans 121 à 116.
En 2017, Felício signe un nouveau contrat avec les Bulls. Il s'engage pour 4 ans et 32 millions de dollars.

### Ratiopharm Ulm (depuis 2021)
En août 2021, Felício rejoint pour une saison le Ratiopharm Ulm, club allemand de première division.

## Palmarès
- Vainqueur de la Coupe intercontinentale (2014)
- Champion de la FIBA Americas League (2014)
- Finaliste du championnat des Amériques 2022

## Statistiques

### Saison régulière NBA
| Saison    | Équipe  | Matchs | Titul. | Min./m | % Tir | % 3pts | % LF | Rbds/m. | Pass/m. | Int/m. | Ctr/m. | Pts/m. |
| --------- | ------- | ------ | ------ | ------ | ----- | ------ | ---- | ------- | ------- | ------ | ------ | ------ |
| 2015-2016 | Chicago | 31     | 4      | 10,3   | 55,6  | 0,0    | 71,4 | 3,29    | 0,84    | 0,19   | 0,42   | 3,39   |
| Total     | Total   | 31     | 4      | 10,3   | 55,6  | 0,0    | 71,4 | 3,29    | 0,84    | 0,19   | 0,42   | 3,39   |

### Saison régulière D-League
| Saison    | Équipe | Matchs | Titul. | Min./m | % Tir | % 3pts | % LF | Rbds/m. | Pass/m. | Int/m. | Ctr/m. | Pts/m. |
| --------- | ------ | ------ | ------ | ------ | ----- | ------ | ---- | ------- | ------- | ------ | ------ | ------ |
| 2015-2016 | Canton | 4      | 4      | 23,7   | 64,1  | 40,0   | 75,0 | 5,50    | 1,00    | 0,50   | 1,50   | 14,25  |
| Total     | Total  | 4      | 4      | 23,7   | 64,1  | 40,0   | 75,0 | 5,50    | 1,00    | 0,50   | 1,50   | 14,25  |

## Records sur une rencontre en NBA
Les records personnels de Cristiano Felicio en NBA sont les suivants, :
| Type de statistique        | Saison régulière | Saison régulière          | Saison régulière | Playoffs | Playoffs            | Playoffs      |
| Type de statistique        | Record           | Adversaire                | Date             | Record   | Adversaire          | Date          |
| -------------------------- | ---------------- | ------------------------- | ---------------- | -------- | ------------------- | ------------- |
| Points                     | 17               | @ Knicks de New York      | 19 mars 2018     | 6        | @ Celtics de Boston | 26 avril 2017 |
| Paniers marqués            | 8                | @ Knicks de New York      | 19 mars 2018     | 3        | @ Celtics de Boston | 26 avril 2017 |
| Paniers tentés             | 11               | 2 fois                    | 2 fois           | 4        | 2 fois              | 2 fois        |
| Paniers à 3 points réussis | -                | -                         | -                | -        | -                   | -             |
| Paniers à 3 points tentés  | 2                | Trail Blazers de Portland | 27 mars 2019     | -        | -                   | -             |
| Lancers francs réussis     | 7                | Trail Blazers de Portland | 27 mars 2019     | 1        | Celtics de Boston   | 23 avril 2017 |
| Lancers francs tentés      | 8                | 2 fois                    | 2 fois           | 2        | Celtics de Boston   | 23 avril 2017 |
| Rebonds offensifs          | 7                | Timberwolves du Minnesota | 22 janvier 2020  | 5        | Celtics de Boston   | 21 avril 2017 |
| Rebonds défensifs          | 10               | @ Magic d'Orlando         | 30 mars 2018     | 6        | Celtics de Boston   | 21 avril 2017 |
| Rebonds totaux             | 16               | @ Magic d'Orlando         | 30 mars 2018     | 11       | Celtics de Boston   | 21 avril 2017 |
| Passes décisives           | 5                | Clippers de Los Angeles   | 13 mars 2018     | 2        | @ Celtics de Boston | 26 avril 2017 |
| Interceptions              | 4                | @ Celtics de Boston       | 6 avril 2018     | 2        | @ Celtics de Boston | 16 avril 2017 |
| Contres                    | 3                | Heat de Miami             | 27 janvier 2017  | 2        | Celtics de Boston   | 21 avril 2017 |
| Balles perdues             | 4                | Suns de Phoenix           | 22 février 2020  | 2        | @ Celtics de Boston | 16 avril 2017 |
| Minutes jouées             | 35               | Nets de Brooklyn          | 7 avril 2018     | 23       | Celtics de Boston   | 21 avril 2017 |

- Double-double : 6
- Triple-double : 0

Dernière mise à jour : 11 novembre 2020